# Menoceras
†Menoceras − wymarły rodzaj nosorożca osiągający wielkość świni. Zamieszkiwał środkowy zachód Ameryki Północnej we wczesnym miocenie około 20 milionów lat temu.
Ponieważ znaleziono dużo nagromadzonych kości stworzeń tego rodzaju, szczególnie w Nebrasce (Agate Fossil Beds National Monument), uważa się, że osobniki te żyły i umierały w wielkich stadach.
Samiec dysponował dwoma rogami na czubku swego nosa, podczas gdy samica takowych nie posiadała (dymorfizm płciowy). Inne znane dwurogie nosorożce, Diceratherium posiadały swe rogi ułożone jeden za drugim.

## Gatunki
- †M. arikarense[2]
- †M. barbouri

## Synonimy
- †Moschoedestes Stevens, 1969[3]